# 사카이 슈이치
사카이 슈이치(일본어: 酒井 崇一, 1996년 5월 13일~)는 일본의 축구 선수이다.

## 구단 경력
그는 2019년 J3리그의 로아소 구마모토에 입단했다. 2021년 J3리그 우승으로 J2리그로 승격했다. 2023년 더스파구사쓰 군마(더스파 군마)로 이적했다. 2024년까지 62경기에 출전하여, 1득점을 넣었다. 2025년 카탈레 도야마로 이적했다.